# Fiat 500 Moretti Coupé
La Moretti 500 Coupé est un petit coupé produit par la Carrozzeria Moretti SpA sur la base de la Fiat 500 entre 1961 et 1967, après une présentation au Salon de l'automobile de Turin de 1960. 
En effet, une première interprétation de la « 500 » en version sportive par Moretti avait déjà eu lieu en 1957, toujours au Salon de Turin, mais n'avait pas eu de suite commerciale

## Le style
La Carrozzeria Moretti a dessiné une voiture élégante, avec un avant fort incliné qui confère un aspect sportif à la voiture, et se termine par un pare-chocs en caoutchouc plein, une nouveauté mondiale.
La partie arrière présente une légère inclinaison du pavillon qui, avec la vaste surface vitrée, autorise un habitacle très lumineux.

## L'habitabilité et la clientèle
L'habitabilité est supérieure à celle de la Fiat 500 D. La 500 Coupé a été très appréciée par une clientèle soucieuse de conduire une voiture exclusive et, en particulier, par les femmes. Ceci explique le succès du coupé. La production globale de ce modèle a dépassé les 25 000 exemplaires.

## Données techniques
La voiture est équipée d'un moteur Fiat 2 cylindres de 499,5 cm3 développant une puissance de 22 ch à 4 400 tr/min. Elle est dotée de suspensions à roues indépendantes et peut atteindre la vitesse maximale de 115 km/h.